# Лучицкий, Игорь Владимирович
Игорь Владимирович Лучицкий (10 [23] апреля 1912, Варшава — 30 сентября 1983, Москва) — советский учёный-геолог, член-корреспондент АН СССР (1968).

## Биография
Родился 23 апреля 1912 года в Варшаве, Российская империя. Сын известного петрографа, профессора, действительного члена ВУАН Владимира Ивановича Лучицкого (1877—1949).
Окончил Московский геологоразведочный институт (1936).
- 1934—1937 мнс Всесоюзного Института минерального сырья (ВИМС),
- 1937—1940 мнс Института геологических наук АН СССР (ИГН),
- 1936—1940 ассистент кафедры общей геологии почвенно-географического факультета МГУ.

В 1937 по 1940 гг. занимался геологическими исследованиями в районе Восточного Забайкалья.
С ноября 1940 по ноябрь 1945 года служил в РККА, участник войны (Юго-Западный и Калининский фронты, в 1943—1945 в немецком плену), на Калининском фронте служил в звании сержанта и командира отделения, на Юго-Западном фронте — в должности техника-лейтенанта и начальника химической службы 122-го отдельного понтонно-мостового батальона
Весной 1949 г. арестован в связи с «Красноярским делом» и приказом МВД направлен на работу в «Енисейстрой».
В 1949—1950 гг. начальник Центральной минералого-петрографической лаборатории, с 1951 г. главный геолог Красноярской тематической экспедиции, вёл исследования по теме «Стратиграфия, вулканизм и девонская медь Минусинских межгорных впадин»
После смерти Сталина получил возможность свободного трудоустройства. В 1954—1956 гг. зав. кафедрой петрографии Черновицкого университета. В 1956—1961 заведующий Красноярской комплексной лабораторией геологии и минерального сырья КНИИГиМС (изначальное название — Комплексная лаборатория цветных и лёгких металлов).
В 1957 году защитил докторскую диссертацию по теме «Вулканизм и тектоника девонских впадин Минусинского межгорного прогиба».
Был сотрудником Горно-геологического института Западно-Сибирского филиала АН СССР. С 1961 году работал в Институте геологии и геофизики СО АН СССР, с 1963 по 1979 год — заведующий лабораторией экспериментальной тектоники. Руководил исследованиями деформационных свойств горных пород в термодинамических условиях, соответствующих глубинным недрам Земли. Разработал и основал новое научное направление — палеовулканологию.
С 1964 года — профессор и заведующий кафедрой общей геологии Новосибирского государственного университета, читал курсы по геотектоники, структурной геологии и палеовулканологии.
Член-корреспондент Академии наук СССР (1968).
С 1967 года работал в Советско-монгольской геологической экспедиции, изучал петрографию и геологию Монгольской Народной Республики, был составителем и редактором первых геологических карт.
В 1972 году создал и возглавил Лабораторию палеовулканологии, Институт литосферы АН СССР, где занимался составлением палеовулканологических карт в рамках созданного им отдела палеовулканологии.

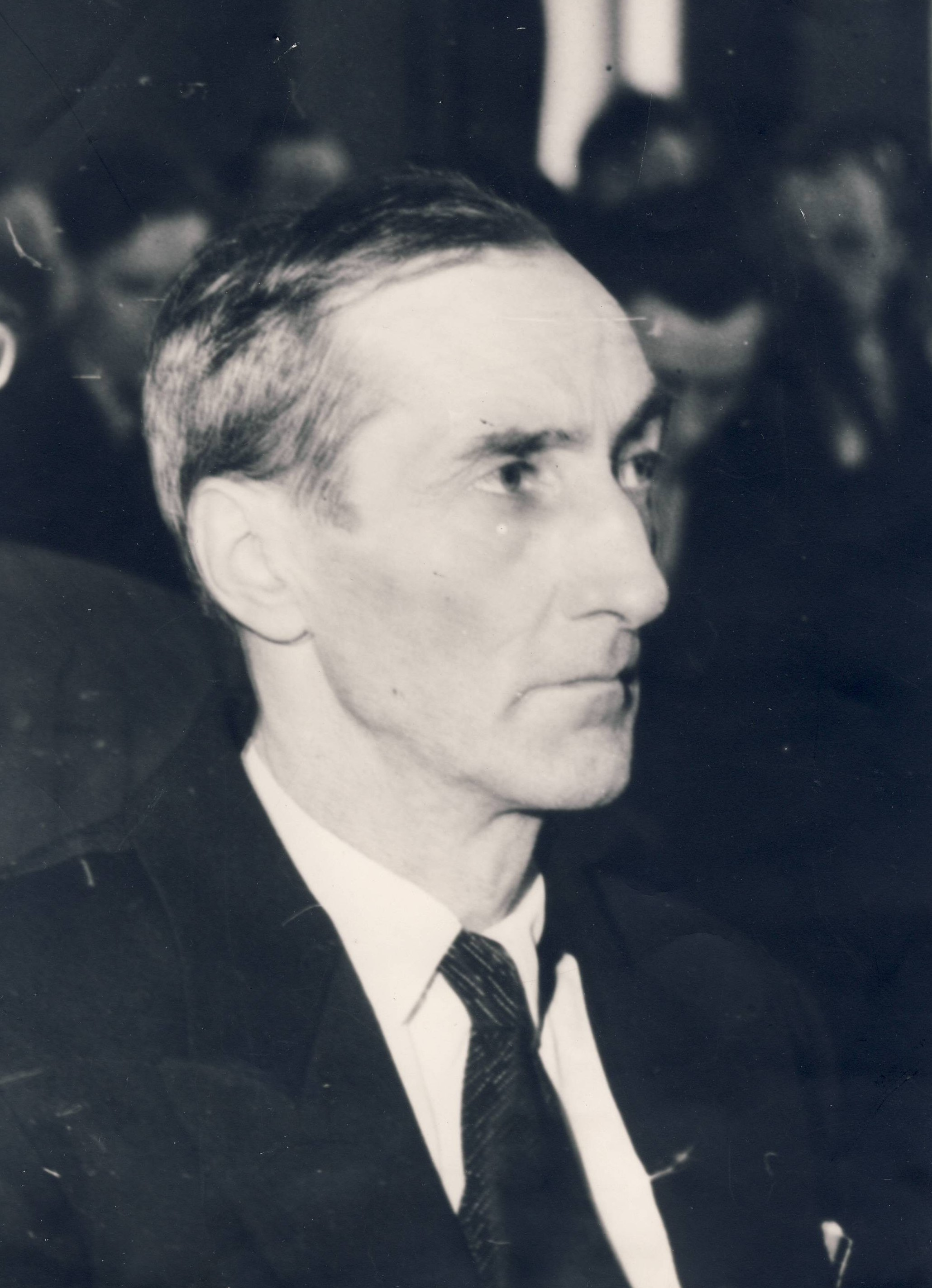
И. В. Лучицкий (октябрь 1970 года)

Скончался в 30 сентября 1983 г. в Москве. Похоронен на Кунцевском кладбище.

## Семья
Жена в первом браке — Нагибина, Марина Сергеевна, геолог, сотрудника ГИН АН СССР
Жена во втором браке — Анатольева, Анна Ивановна, геолог, доктор геолого-минералогических наук, в 1950—1954 гг. сотрудница Геологического управления «Енисейстрой» МВД СССР, в 1956—1961— КНИИГИМС, в 1961—1979 гг. — Института геологии и геофизики СО АН СССР,в 1979—1982 гг.— Института литосферы АН СССР.
Дочь от второго брака — Лучицкая, Светлана Игоревна, доктор исторических наук.

## Награды и премии
- Награждён орденами Октябрьской Революции (1975), Трудового Красного Знамени (1975), «Знак Почёта» (1967), Дружбы Народов (1982), медалями «За победу над Германией» (1948), «50 лет МНР» (1973) и др.

В 1976 г. удостоен премии А. П. Карпинского за двухтомную монографию «Основы палеовулканологии» (1971).